# Rajella lintea
Rajella lintea is een vissensoort uit de familie van de Rajidae. De wetenschappelijke naam van de soort werd als Raja lintea in 1838 gepubliceerd door Bengt Fredrik Fries.

## Synoniemen
- Raja ingolfiana Lütken, 1898[3]